# Barranc de Carboners
El Barranc de Carboners és un barranc del terme de Castell de Mur (antic terme de Mur), al límit amb el terme de Sant Esteve de la Sarga, a la zona del poble d'Alzina.
Es forma als contraforts sud-est de la Serra del Coscó, i baixa cap a llevant, fins al lloc on es transforma en el barranc de la Roca Plana.